# Kuven
Der Kuven (norwegisch für Buckel) ist ein markanter Hügel im ostantarktischen Königin-Maud-Land. Er ragt zwischen dem Tal Gommen und dem Eisplateau Kuvsletta nahe dem südwestlichen Ende der Kirwanveggen in der Maudheimvidda auf.
Norwegische Kartografen, die den Hügel auch deskriptiv benannten, nahmen anhand von Luftaufnahmen und Vermessungen der Norwegisch-Britisch-Schwedischen Antarktisexpedition (1949–1952) und Luftaufnahmen der Dritten Norwegischen Antarktisexpedition (1956–1960) eine Kartierung vor.